# Carleinar Tellwe
Carleinar Tellwe, född 4 juli 1924 i Bengtsfors, Ärtemarks socken, död 28 december 2003 i Laxarby, var en svensk målare.
Han var son till fabrikören Svante Olsson  och Ellen Eriksson och från 1950 gift med Maj-Britt Palm. Tellwe studerade vid Finska konstakademien 1947–1948 och bedrev självstudier under resor till bland annat Nederländerna, Frankrike, Belgien och Tyskland. Tillsammans med Arne Isacsson och Lizzie Olsson-Arle bildade han Bengtsforsgruppen. Separat ställde han bland annat ut på Galleri 54 i Göteborg och i Åmål, Säffle, Uddevalla, Tibro, Bengtsfors och tillsammans med Carl-Göran Hagberg ställde han ut i Uddevalla och tillsammans med Bruno Forsberg i Örebro. Han medverkade sedan 1950-talet i samlingsutställningar arrangerade av Dalslands konstförening, Göteborgs konstförenings Decemberutställningar på Göteborgs konsthall. Liljevalchs Stockholmssalonger och ett flertal utställningar med provinsiell konst i Dalsland samt grupputställningar med Bengtsforsgruppen. Hans konst består av porträtt,  landskap samt tavlor inspirerade av rymden utförda i olja, pastell, akvarell eller gouache. Tellwe är representerad vid Vänersborgs museum.